# Iveco Daily
Iveco Daily — семейство малотоннажных грузовых автомобилей и пассажирских автобусов малой вместимости, производимых итальянской компанией Iveco S.p.A. Одна из самых старых моделей концерна, первое поколение появилось в 1978 году. От своих европейских «одноклассников» отличается наличием рамы. Современная версия Daily производится с 2014 года.

## Технические характеристики
В основе Iveco Daily лежит рама, длина и толщина которой варьируется в зависимости от исполнения машины. Рамная конструкция позволяет создавать версии с лидирующими показателями грузоподъёмности в классе — наиболее грузоподъёмная модификация Iveco Daily имеет полную массу 7 тонн и грузоподъёмность 4,7 тонны. Привод — на задние колёса, существует версия с приводом на все колёса.
 Все модели комплектуются дизельными, рядными, четырёхцилиндровыми двигателями, по 4 клапана на цилиндр. Всего для автомобиля доступно 9 вариантов исполнения мотора.
| Название          | Объём    | Мощность  | Крутящий момент | Топливо | Экологический класс | Турбонаддув                     |
| ----------------- | -------- | --------- | --------------- | ------- | ------------------- | ------------------------------- |
| 2.3 Multijet II   | 2287 см3 | 106 л. с. | 270 Нм          | Дизель  | Евро-5              | Турбина с изменяемой геометрией |
| 2.3 Multijet II   | 2287 см3 | 126 л. с. | 320 Нм          | Дизель  | Евро-5              | Турбина с изменяемой геометрией |
| 2.3 Multijet II   | 2287 см3 | 146 л. с. | 350 Нм          | Дизель  | Евро-5              | Турбина с изменяемой геометрией |
| 3.0 Common Rail   | 2998 см3 | 146 л. с. | 350 Нм          | Дизель  | Евро-5              | Турбина с изменяемой геометрией |
| 3.0 Common Rail   | 2998 см3 | 170 л. с. | 400 Нм          | Дизель  | Евро-5              | Турбина с изменяемой геометрией |
| 3.0 Common Rail   | 2998 см3 | 205 л. с. | 470 Нм          | Дизель  | Евро-5              | Двойной турбонаддув             |
| 3.0 Common Rail   | 2998 см3 | 146 л. с. | 370 Нм          | Дизель  | EEV                 | Турбина с изменяемой геометрией |
| 3.0 Common Rail   | 2998 см3 | 170 л. с. | 400 Нм          | Дизель  | EEV                 | Двойной турбонаддув             |
| 3,0 Natural Power | 2998 см3 | 136 л. с. | 350 Нм          | Газ     | EEV                 | Турбина с изменяемой геометрией |

Вся линейка двигателей оснащается интеркулером и турбиной с изменяемой геометрией. За впрыск отвечает система Common Rail. Для соответствия современным экологическим нормам, мотор снабжён системой нейтрализации отработанных газов, которая состоит из предварительного каталитического и основного нейтрализаторов, а также сажевого фильтра.
 Варианты трансмиссии включают в себя автоматизированную и механическую шестиступенчатые коробки передач. Подвеска Iveco Daily также может различаться в зависимости от комплектации, спереди: независимая с амортизаторами и рессорами либо торсионная со стабилизатором поперечной устойчивости, сзади: рессоры либо подвеска на пневмоэлементах. Пневмоподвеска может включать в себя функцию регулировки высоты автомобиля. Минимальный диаметр разворота — 11,5 м.

За безопасность отвечает система ESP 9, в состав которой входит ABC, ESP(Электронная система стабилизации), EBD (Электронная система распределения тормозных усилий), ASR (противопробуксовочная система), MSR (система регулировки торможения двигателем), HBA (гидравлическая система помощи при торможении), Hill Holder (система помощи при трогании на подъёме), LAC (адаптивная система оценки массы автомобиля), TSM (система предотвращения раскачки прицепа), HRB (гидросистема для повышения тормозного усилия на задних колёсах), HFC (система компенсации уменьшения эффективности тормозов), RMI&ROM (система предотвращения опрокидывания автомобиля). Опционально устанавливается камера заднего вида и датчики парковки, подушки безопасности и многое другое.

### Список опций

#### Базовые
- сажевый фильтр
- Водительское сиденье с тремя регулировками
- Двойное пассажирское сиденье
- Электростеклоподъёмники
- Электроподготовка под надстройки
- Аудиоподготовка
- Регулировка руля
- Гидроусилитель рулевого управления
- Затемненные стекла
- Корректор фар
- Электрообогрев и электрорегулировка боковых зеркал

#### Дополнительные
- Круиз-контроль
- Центральный замок с ДУ
- Пассажирское сиденье с откидным столиком
- Подготовка под навигацию
- Полка
- Климат-контроль
- Сиденье водителя на пружинной подвеске
- Ящик под сиденьем пассажира
- Поворотные противотуманные фары

## История

### Первое поколение (1978—1990)

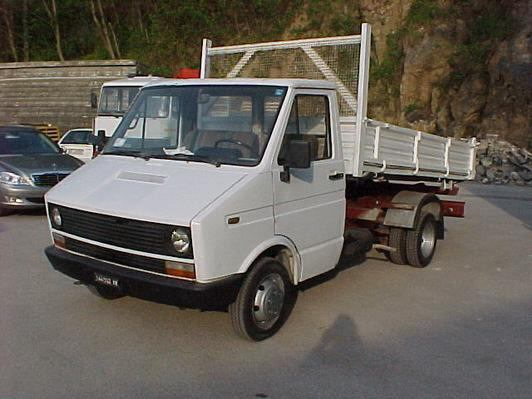
Iveco Daily первого поколения

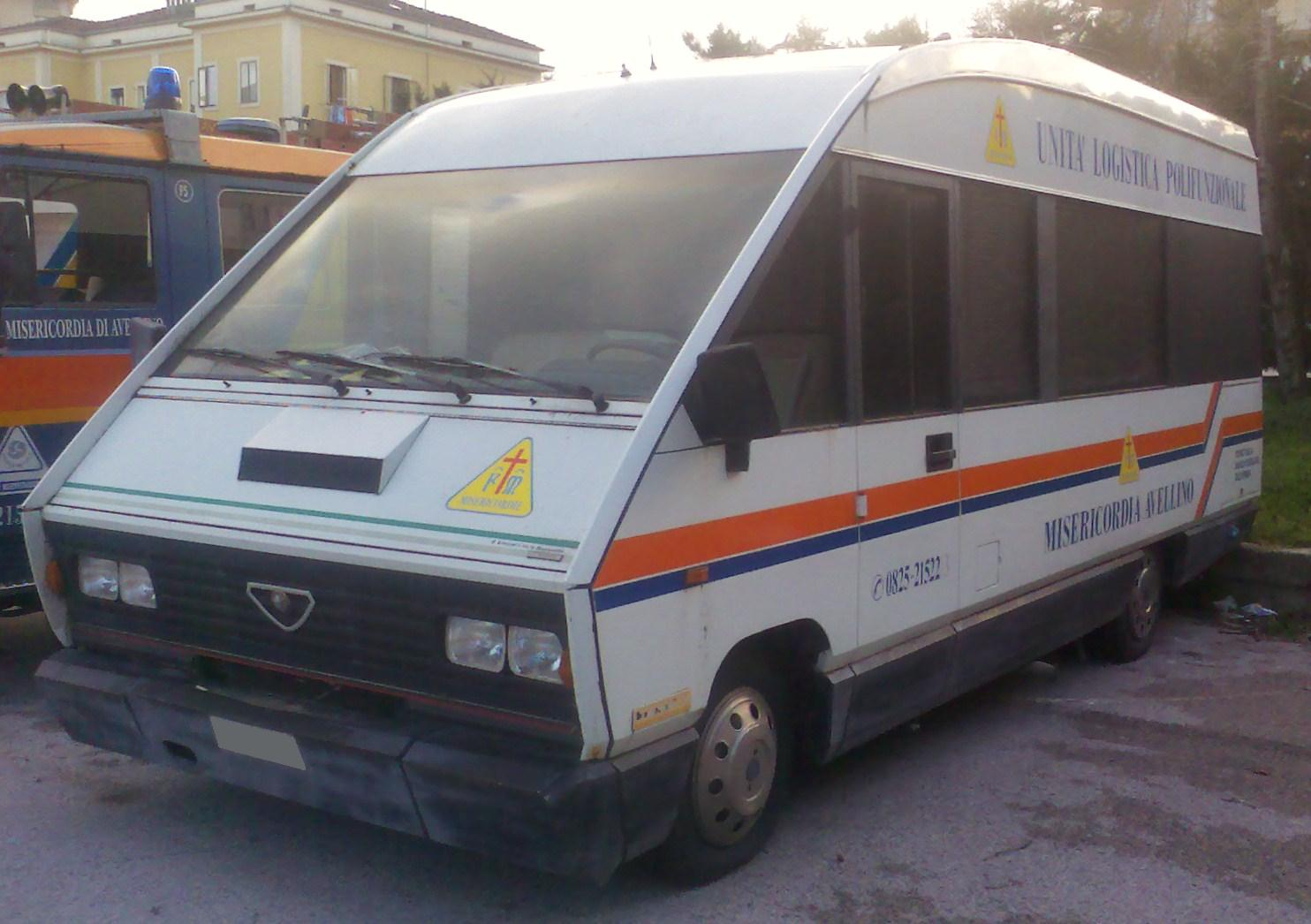
Карета скорой помощи на базе Alfa Romeo AR8

Первое поколение Iveco Daily появилось в 1978 году, как замена лёгких коммерческих грузовиков Fiat 241 и Fiat 238. Разработка автомобиля осуществлялась совместными усилиями компаний Fiat, Alfa Romeo и Officine Meccaniche. Первоначально модель выпускалась под несколькими названиями в зависимости от рынка: Fiat Daily, OM Grinta и Alfa Romeo AR8 в Италии, Saurer Grinta в Швеции, UNIC Daily во Франции, Magirus Deutz Daily в Германии, Zastava Rival в Сербии.

Изначально Daily предлагался в двух сериях: 35 (полная масса −3,5 тонн) и 50 (полная масса — 5 тонн). В основе модели лежала рамная конструкция с задним приводом. Были доступны два двигателя: дизельный, объёмом 2445 см³ и мощностью 72 л. с., и бензиновый, объёмом 1971 см³, мощностью 78 л. с. Позже, в 1985 году, была представлена модель оснащённая турбированным дизельным двигателем с непосредственным впрыском топлива, мощностью 95 л. с. — Iveco TurboDaily.

#### Рестайлинг (1990—2000)

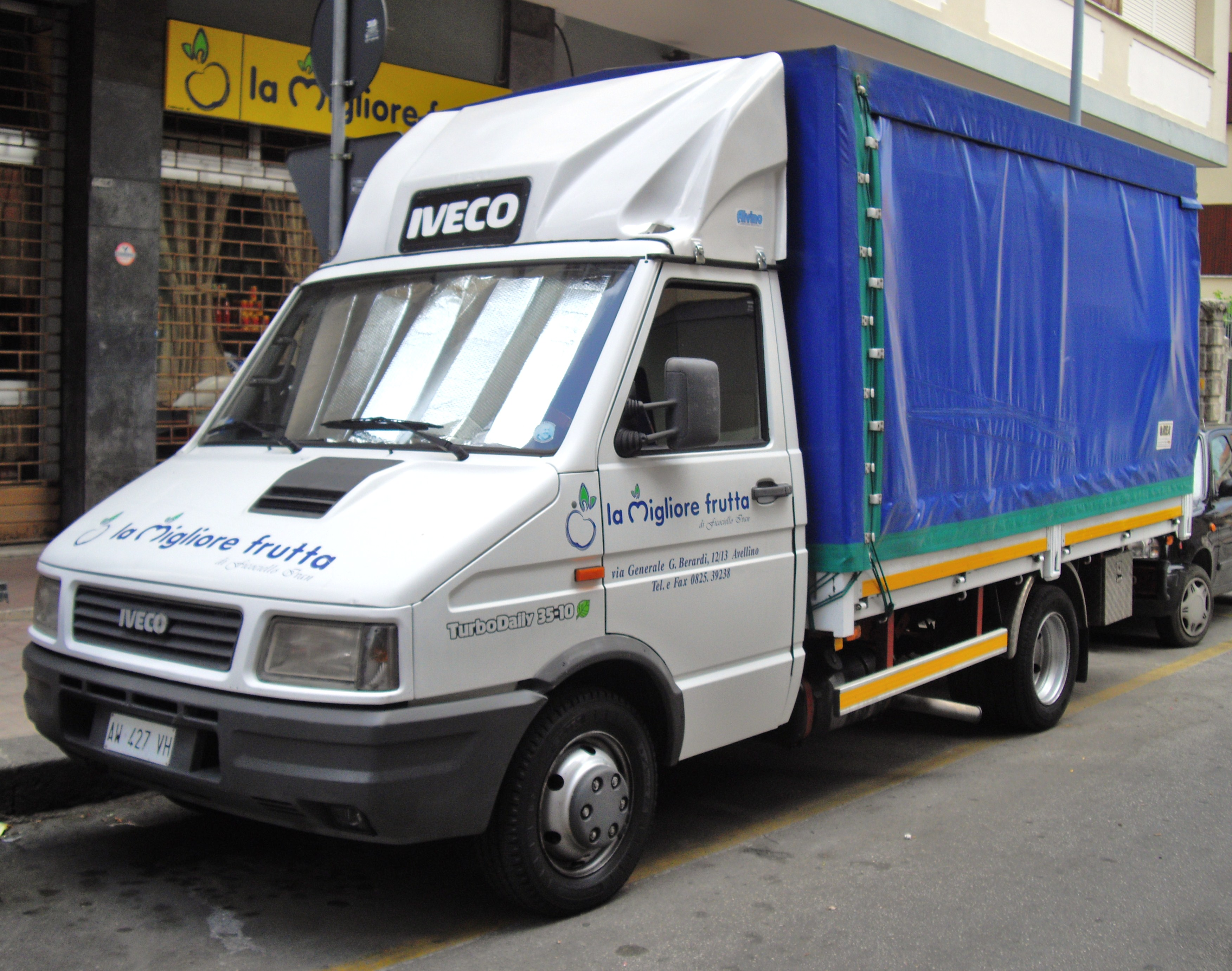
Второе поколение Iveco Daily

Первый рестайлинг был проведён в 1990 году. Из моторной гаммы исчез бензиновый двигатель, теперь она включала в себя два дизельных агрегата: 2,8 литровый, мощностью 82 л. с., и 2,5 литровый двигатель, оснащённый непосредственным впрыском с двумя степенями форсирования — 103 и 122 л. с.

В 1996 году был проведён следующий небольшой рестайлинг Daily, в результате чего модель обрела более современную приборную панель и задние дисковые тормоза в стандартной комплектации, помимо этого, появилась возможность установки ABS. Кроме того, незначительно выросла мощность двигателей, а выхлоп был приведен в соответствие с нормами Евро 2.

Как и свой предшественник, Iveco Daily первого поколения собирался в нескольких странах: в Италии, Испании, Аргентине, Польше, Украине (совместное предприятие с КРАЗом), в Сербии (совместное предприятие с Zastava) и Китае (на совместном предприятии «Nanjing Iveco Motor Co.»)

### Второе поколение (1999—2006)

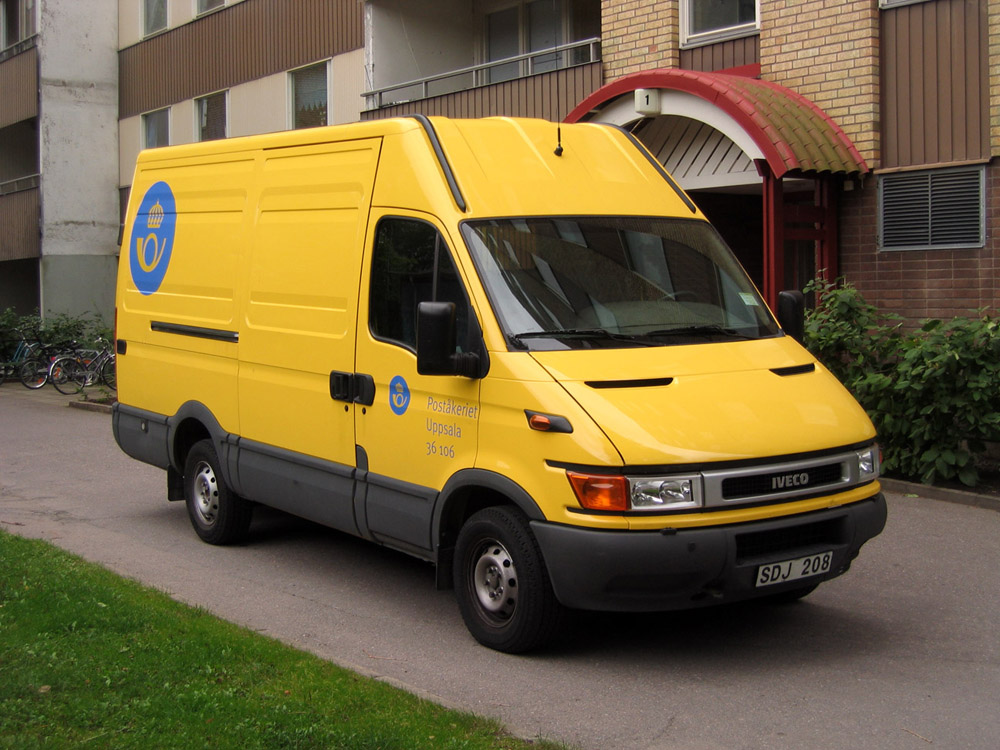
Фургон на базе Iveco Daily второго поколения с изначальным дизайном

В 1999 году появилось второе поколение Daily. По сравнению с предыдущим поколением, модель получила более современную округлую кабину, также обновились интерьер и силовая линия. Грузоподъёмность варьировалась от 2,8 до 5 тонн. Моторная гамма включала в себя модернизированные двигатели от старого поколения, мощностью от 90 до 125 л. с. В 2003 −2004 году, на смену этой линейке пришло два дизельных двигателя:

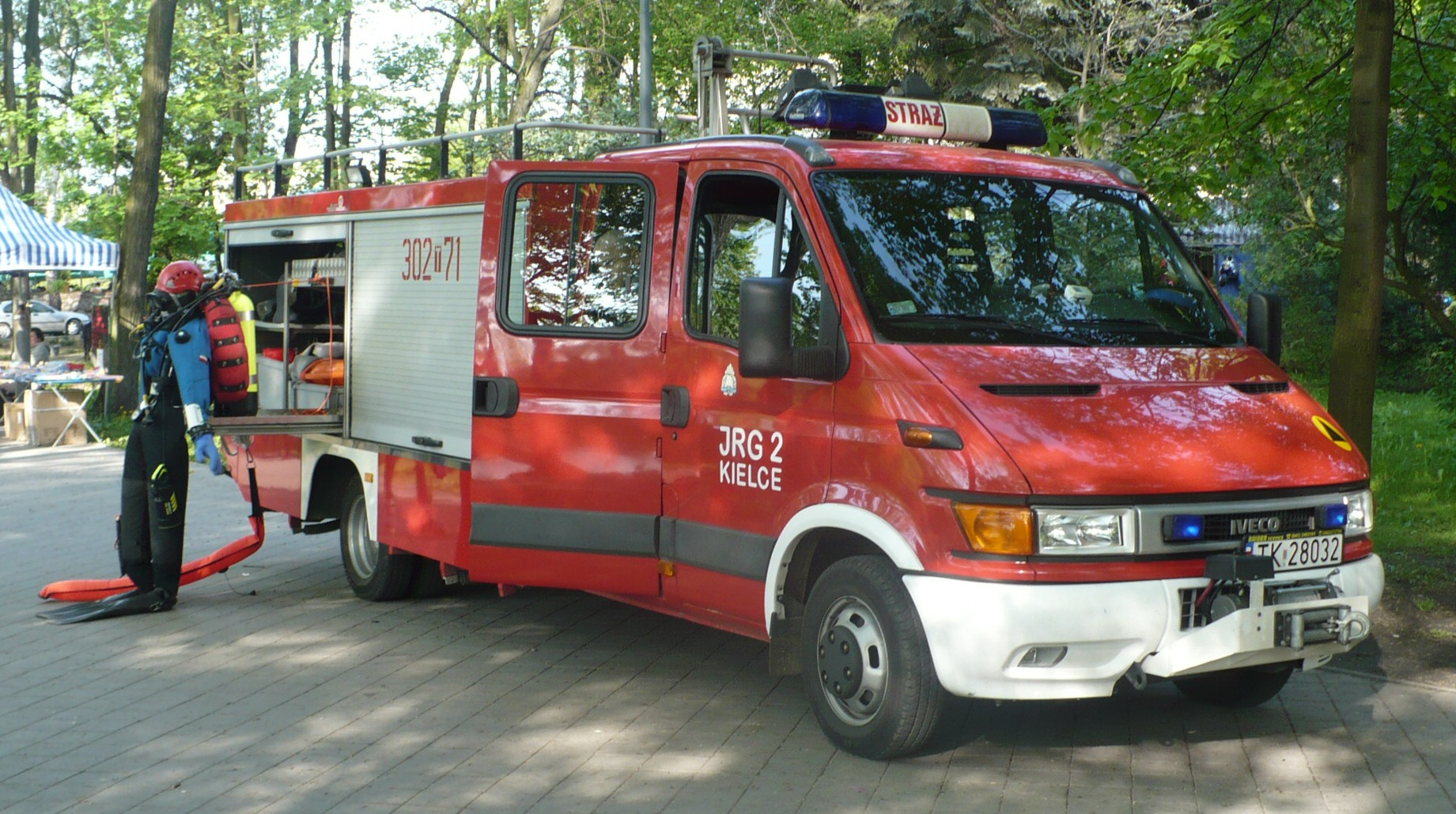
Пожарная машина на базе Iveco Daily третьего поколения

- 1. F1A, объёмом 2,3 литра, мощностью от 95 до 116 л. с, в зависимости от степени форсирования.
- 2. F1C, объёмом 3,0 литра, мощностью от 136 до 166 л. с., в зависимости от степени форсирования.

Оба двигателя были оснащены турбонадуввом и системой впрыска Common Rail. Единственное существенное различие заключалось в приводе распределительного вала, F1A для этого используется ремень ГРМ, а в F1C — цепь.

В целом, выпуск третьего поколения модели был достаточно успешным, так например в 2000 году Daily была присуждена премия «Фургон года в Европе». Также именно Daily стал первым автомобилем, где была применена система Common Rail. Выпуск модели был налажен в Италии, Украине, Вьетнаме, Бразилии и Китае.

#### Iveco Power Daily (2007-н. в.)

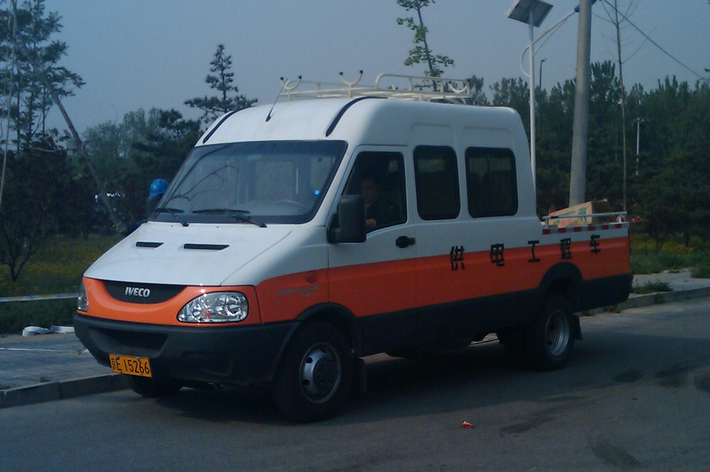
Iveco Power Daily

В 2007 году в Китае было налажено производство Iveco Power Daily на базе Iveco Daily третьего поколения. Как и у прародителя, в основе модели лежит рамное шасси с передней торсионной и задней рессорной подвеской. Для модели доступен только один двигатель Sofim, объёмом 2,8 литра, с тремя степенями форсировки:
- 105 л. с. и 245 Нм крутящего момента, Евро-2, механический впрыск
- 116 л. с. и 269 Нм крутящего момента, Евро-2, механический впрыск
- 126 л. с. и 285 Нм крутящего момента, Евро-3, Common Rail

Со всеми двигателями устанавливается пятиступенчатая коробка передач. Power Daily поставляется на рынки Украины, некоторых азиатских и африканских стран.

#### Рестайлинг (2006—2011)

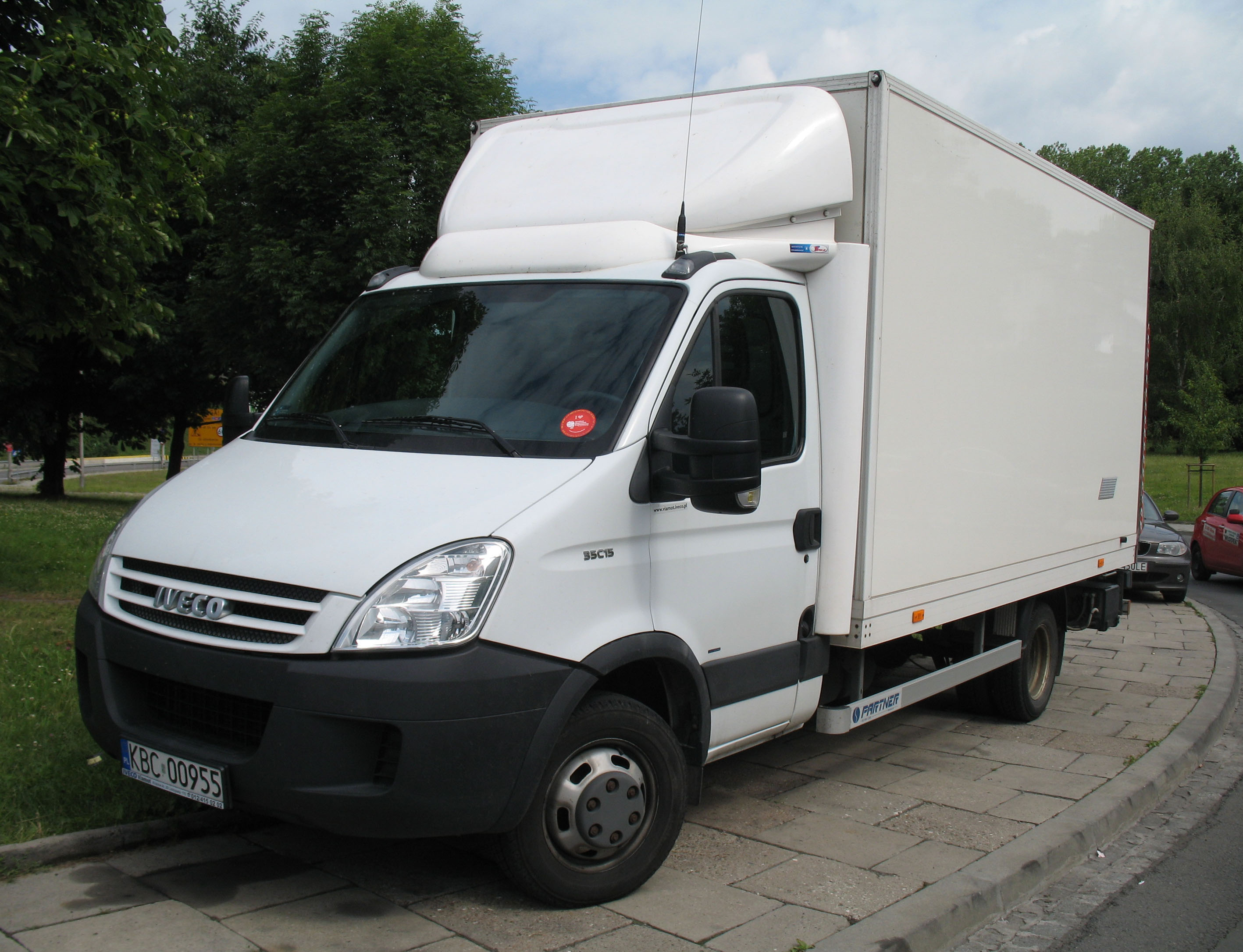
Изотермический фургон Iveco Daily второго поколения (первый рестайлинг)

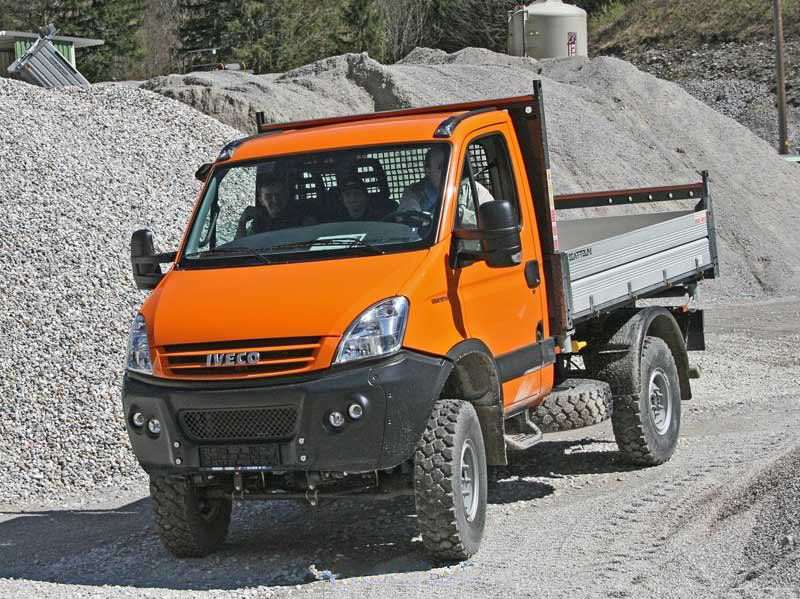
Iveco Daily 4x4

Рестайлинг второго поколения модели не потерпел серьёзных изменений, по сравнению с оригиналом. К основным отличиям можно отнести новый дизайн, созданный в сотрудничестве со студией Джорджетто Джуджаро, кроме того, увеличилась максимальная масса топовой версии грузовика, теперь она составляла 7 тонн. Линейка двигателей по-прежнему включала в себя 2,3 и 3 литровый агрегаты, мощностью от 96 до 177 л. с. В 2007 году появилась полноприводная версия — Iveco Daily 4x4.

Как и в прошлом поколении, Daily выпускалась по всему миру, в частности, в 2007 году был осуществлен запуск производства модели в России, на совместном предприятии Самотлор-НН в Нижнем Новгороде.

#### Рестайлинг (2011—2014)

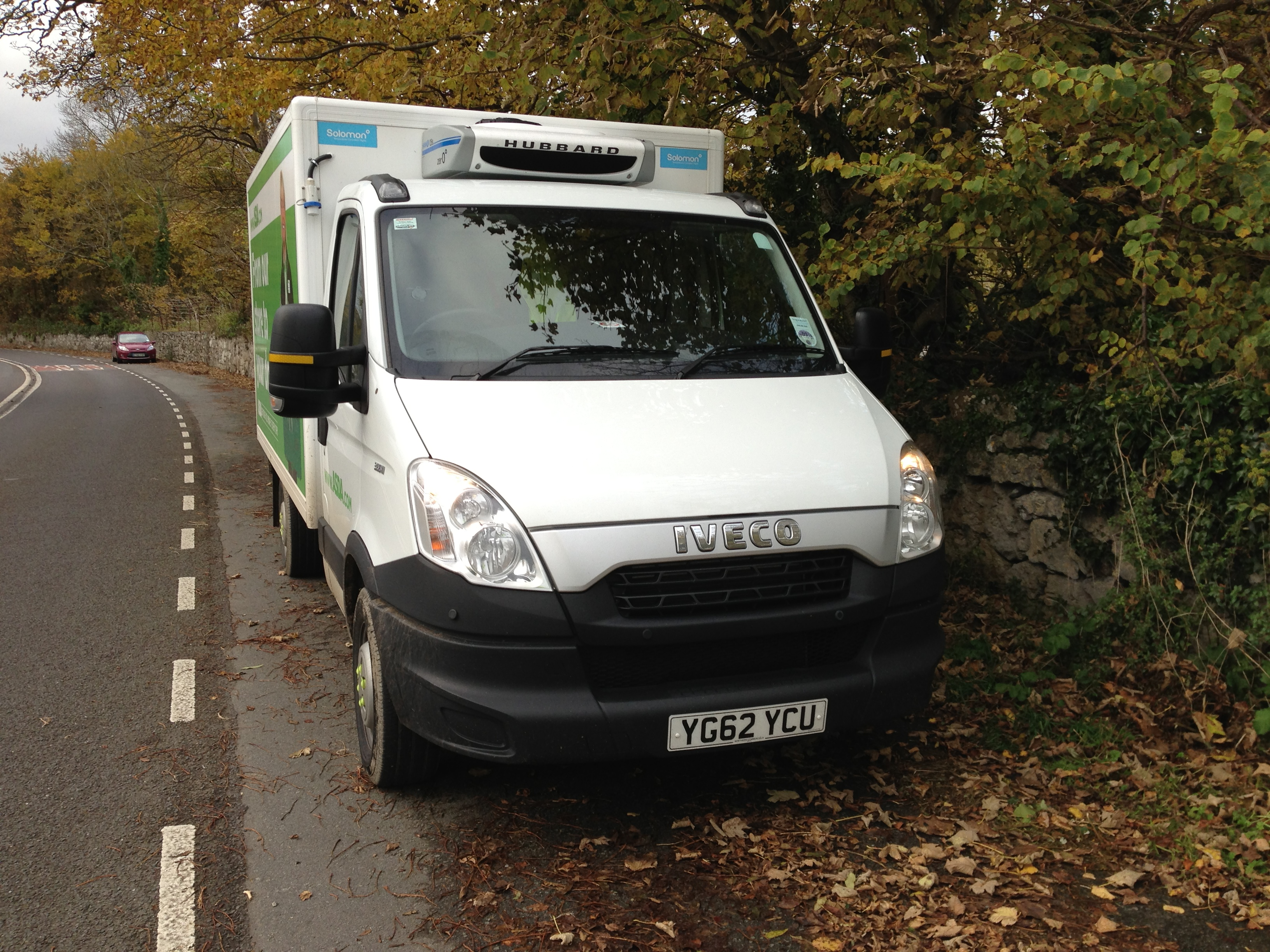
Iveco Daily второго поколения (второй рестайлинг)

Следующий рестайлинг Daily второго поколения был проведён в октябре 2011 года. Основные изменения во внешности коснулись передней облицовки кабины и фар. Все двигатели семейства отвечают нормам Евро-5, посредством применения системы EGR, также есть версии, соответствующие более строгим экологическим нормам EEV. Основная линейка двигателей не претерпела серьёзных изменений, однако к ним добавился вариант с двойным турбонаддувом, выдающий 205 л. с. Кроме того, оптимизация моторной гаммы позволила снизить расход топлива. Расширилось дополнительное оснащение, в списке опций доступны светодиодные ходовые огни, передние адаптивные противотуманные фары с функцией поворота, система курсовой устойчивости, климат-контроль. Существенно расширились функциональность фирменной системы электронной курсовой устойчивости автомобиля — ESP9.

### Третье поколение (с 2014)

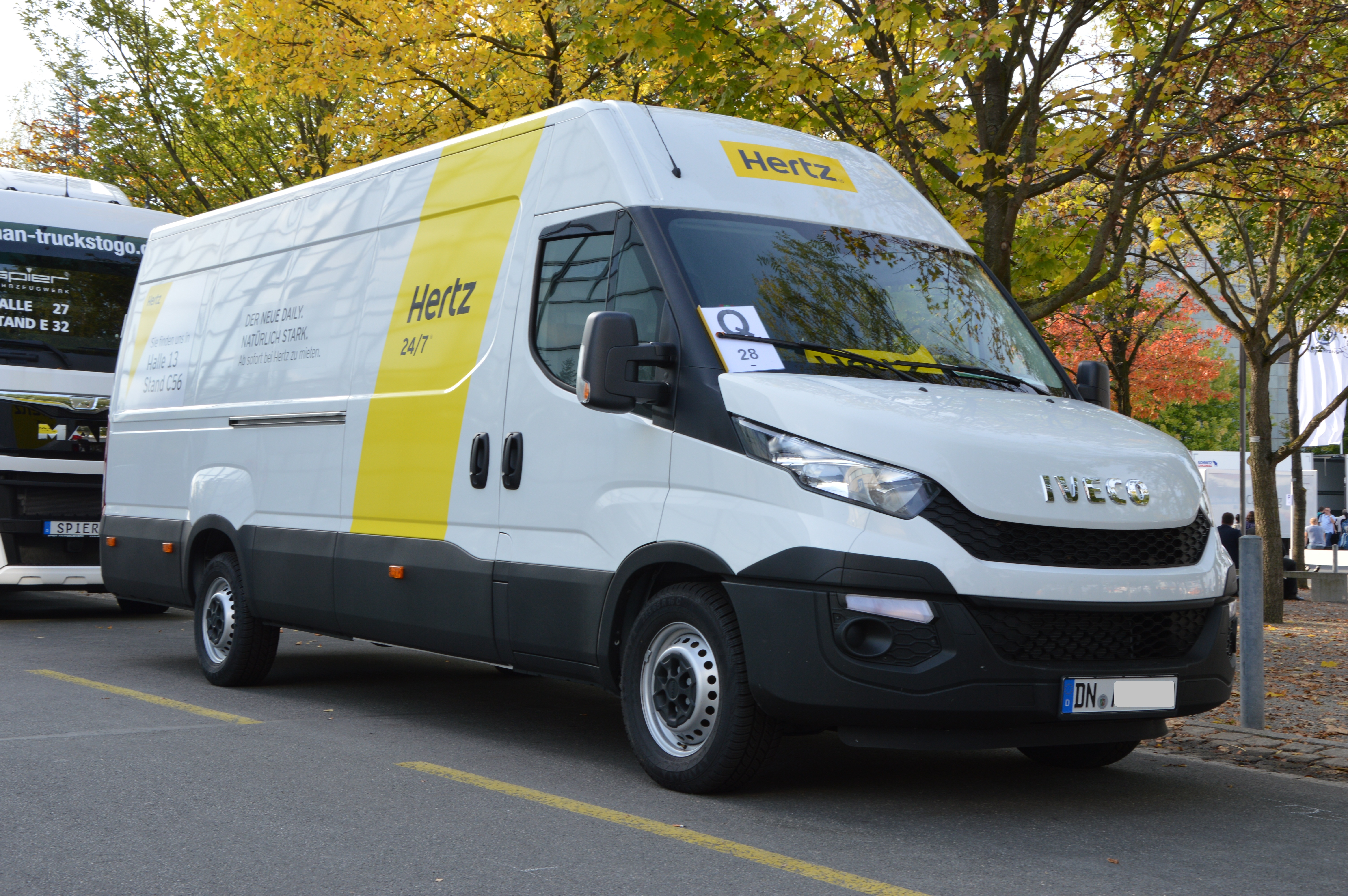
Iveco Daily третьего поколения

Автомобиль Iveco Daily третьего поколения производится с июля 2014 года. Является модернизированной версией предыдущих поколений, сохраняя ту же моторную гамму. В 2015 году автомобиль получил премию «Фургон года в Европе». В апреле 2019 года автомобиль прошёл рестайлинг: добавлены системы ADAS и светодиодные ДХО. Также существует электромобиль Iveco Daily Electric, оснащённый аккумуляторами ZEBRA и электродвигателями мощностью 80 кВт. Аккумулятор заряжается 10 часов. Запас хода автомобиля — 280 км.
С 19 сентября 2022 года производится 7-тонный электромобиль на водородных топливных элементах Iveco eDaily FCEV.

## В СНГ
В России Iveco Daily эксплуатируется преимущественно в городских грузоперевозках, а также используется в качестве маршрутного такси пассажирскими автобусными предприятиями.
В 2007 году российская группа «Самотлор-НН» и итальянская компания «Iveco» учредили в Нижнем Новгороде компанию «Савеко» (совместное предприятие), которая должна была собирать автобусы и коммерческий транспорт. Объём производства нового СП должен был составлять 25 тыс. лёгких коммерческих автомобилей «Iveco Daily». Куратором проекта в России от компании IVECO выступал Гвидо Сагоне (Guido Sagone). Однако из-за кризиса проект не удалось осуществить. В октябре 2009 года российская компания «Самотлор-НН» подала иск о признании «Савеко» банкротом, и строительство завода было заморожено. В Нижнем Новгороде на предприятии СТ Нижегородец фургоны Iveco переоборудуют в городские и туристические микроавтобусы, а также автомобили спецназначения.[значимость факта?]
Во Франции компания Irisbus производила на базе Iveco Daily маломестные автобусы Irisbus Daily, Irisbus EcoDaily, Irisbus Happy и Irisbus Cacciamali Urby.
| Год  | Продано, шт. |
| ---- | ------------ |
| 2016 | 518          |
| 2017 | 469          |
| 2018 | 547          |
| 2019 | 427          |
| 2020 | 415          |

В Беларуси на основе Iveco Daily собирают автомобили марки Неман. В Украине на базе Iveco Daily собирают маломестные автобусы Рута-44С.

## Изображения

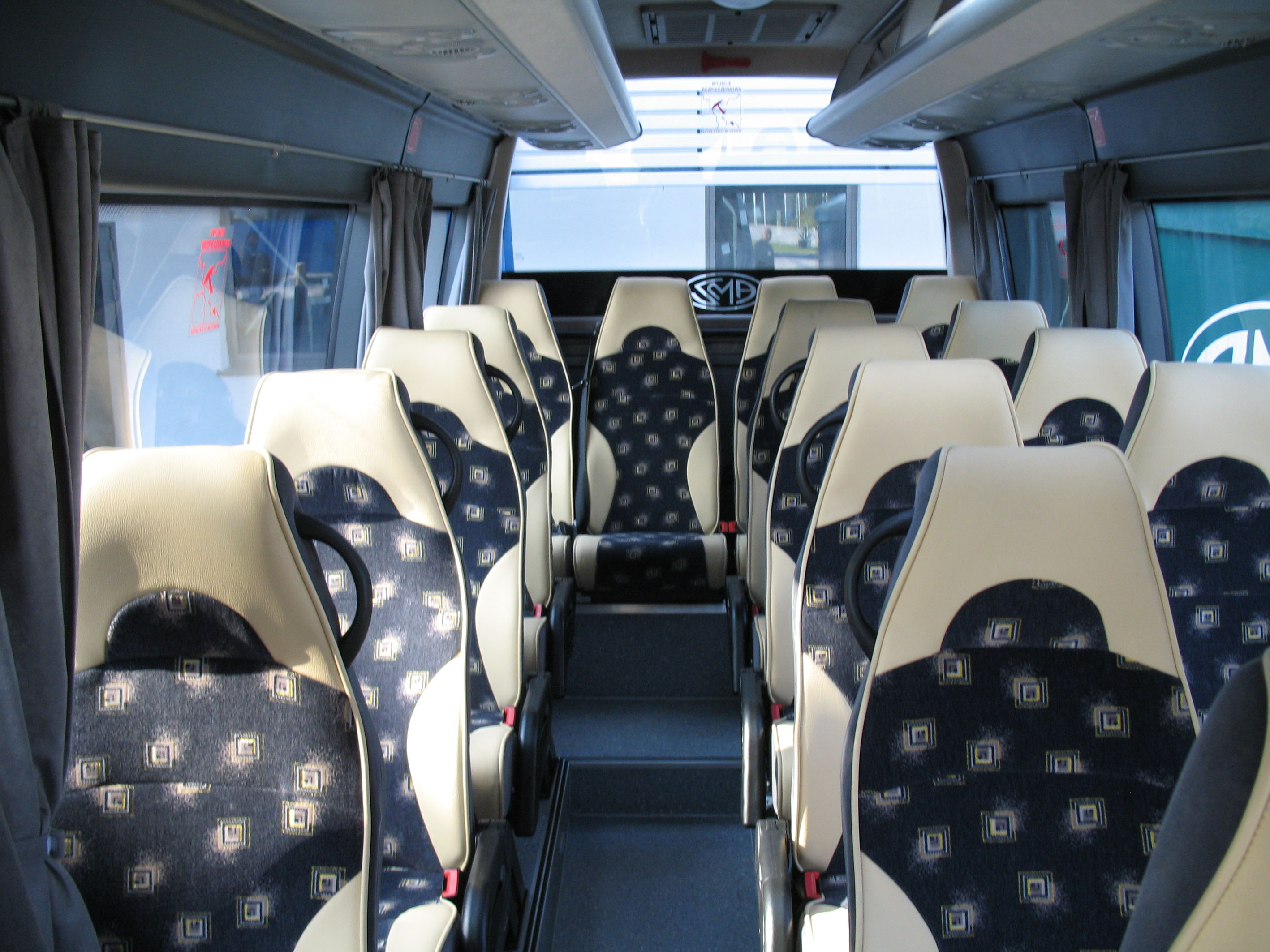
Салон Iveco Daily
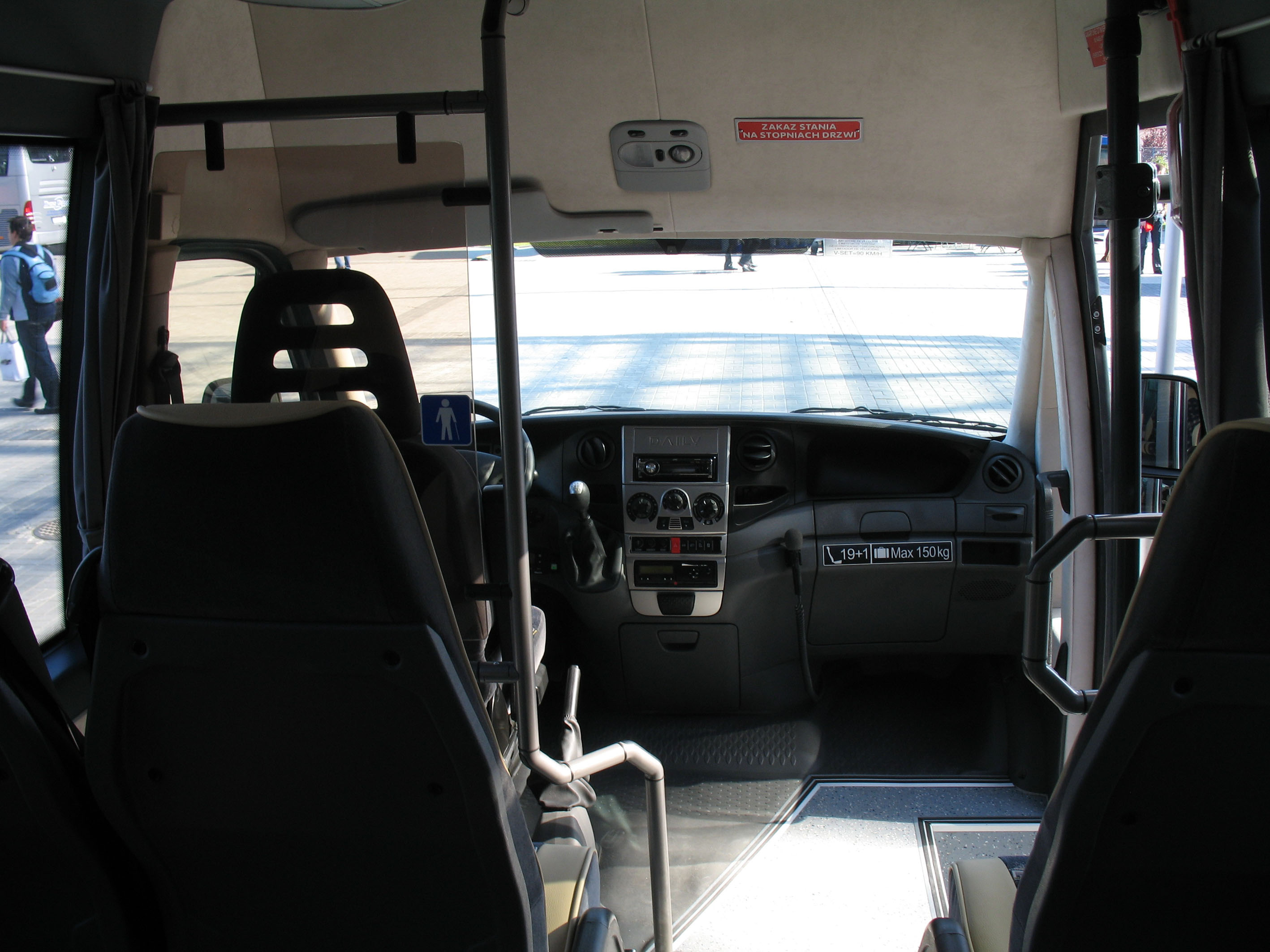
Место водителя Iveco Daily
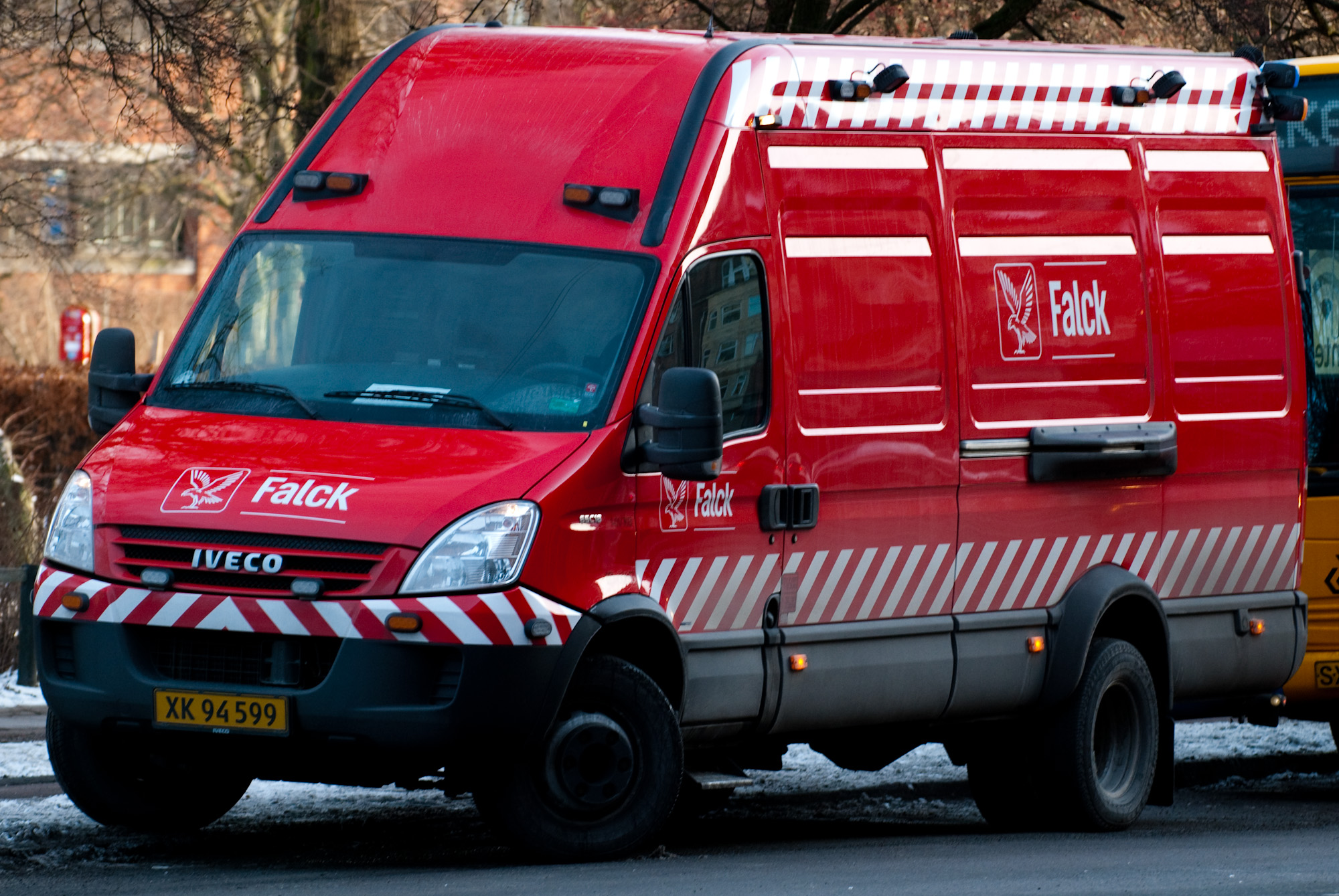
коммерческий фургон Iveco Daily
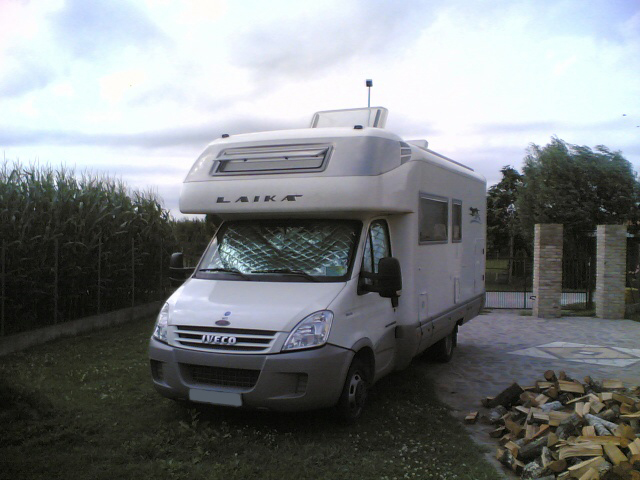
Кэмпер Iveco Daily
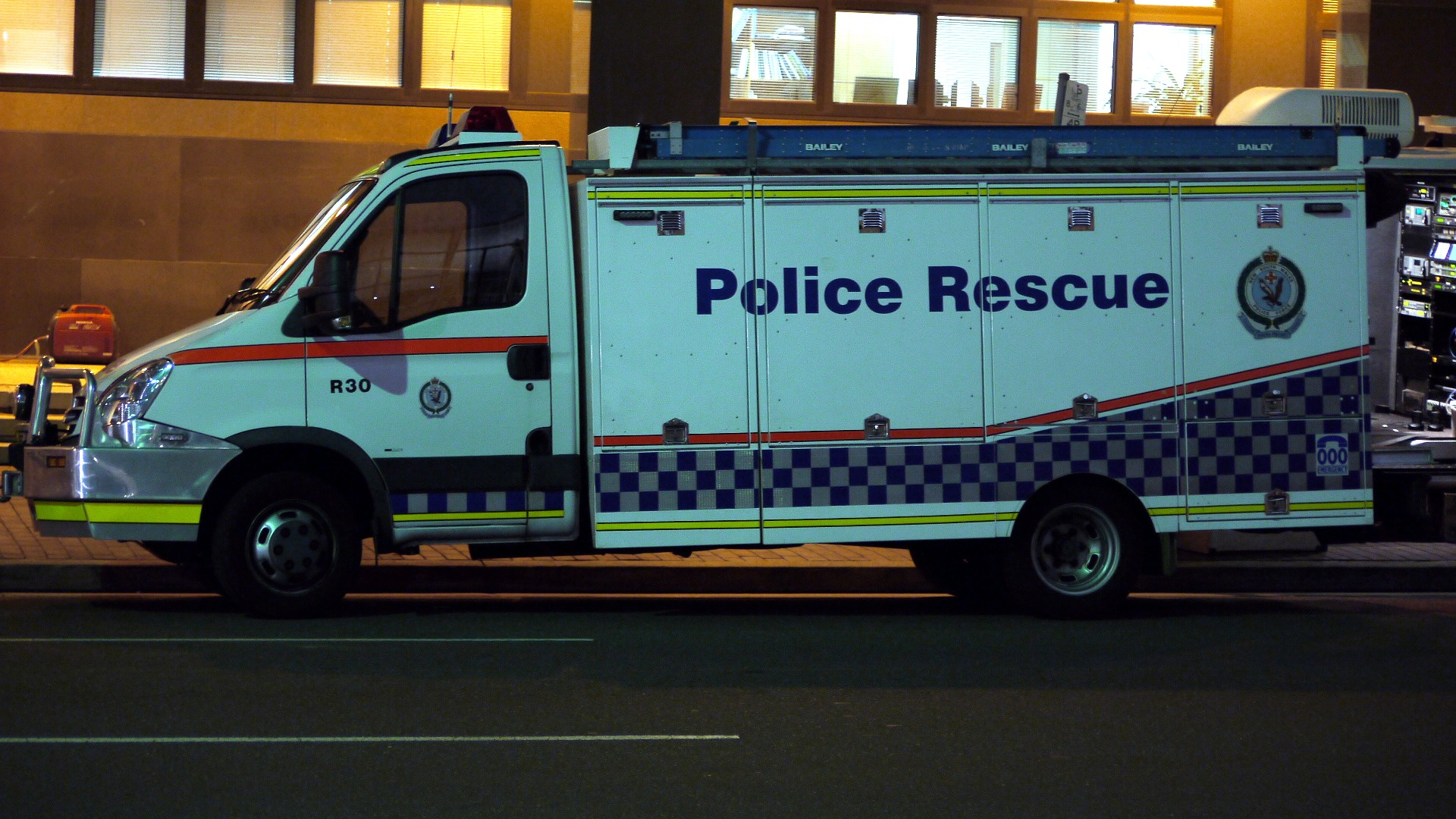
Специализированный полицейский автомобиль
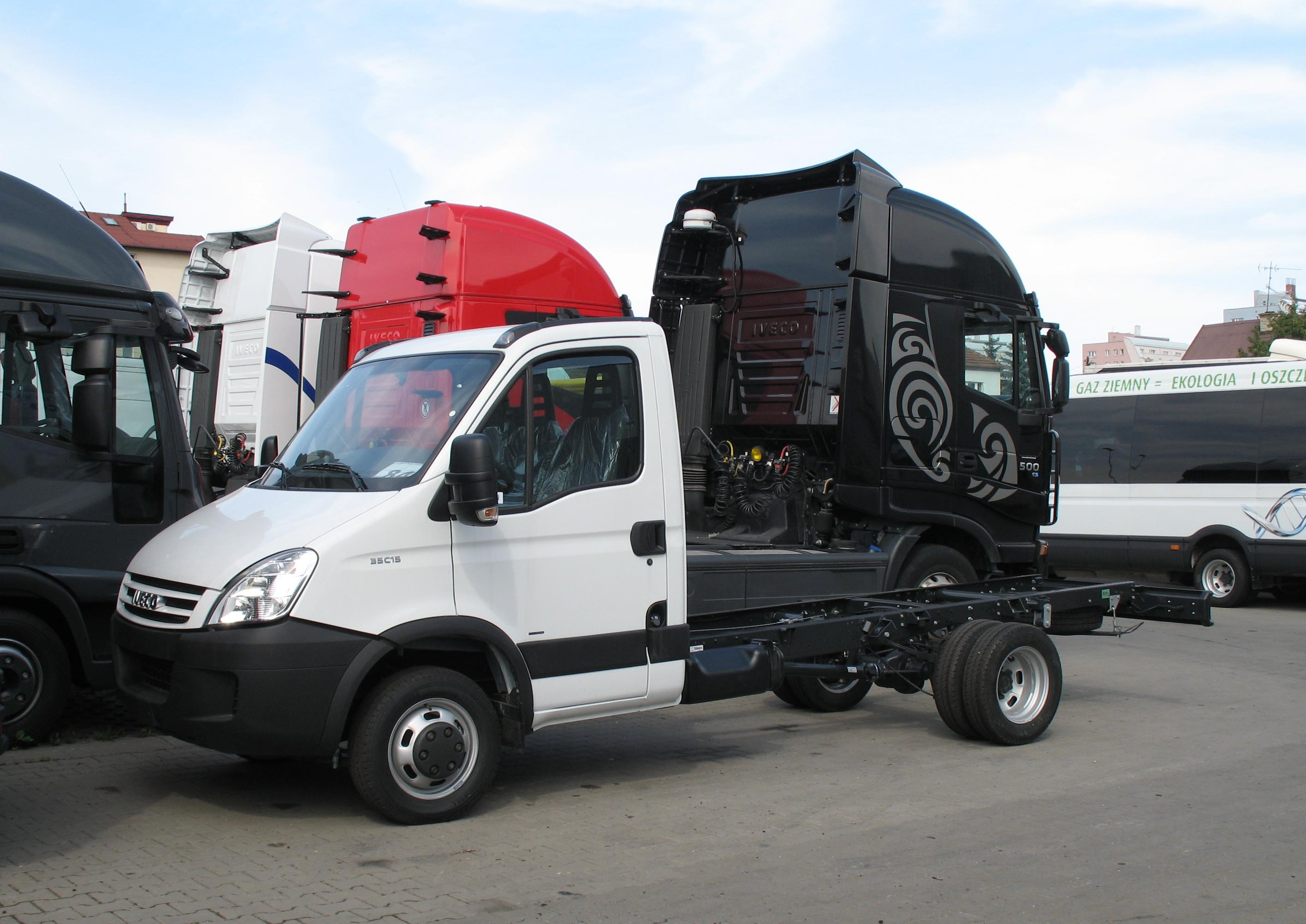
Шасси Iveco Daily
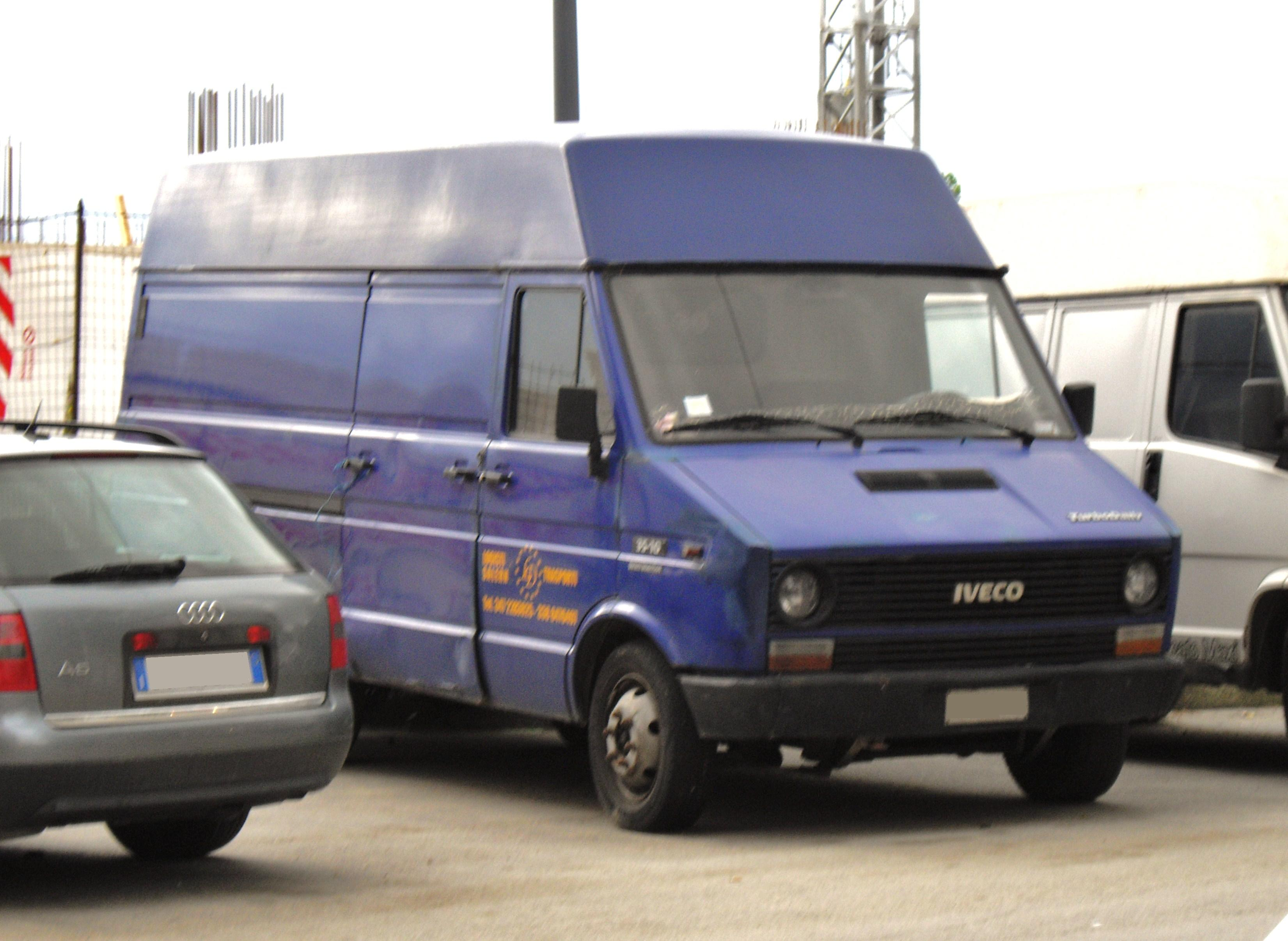
Фургон на базе Iveco Daily первого поколения
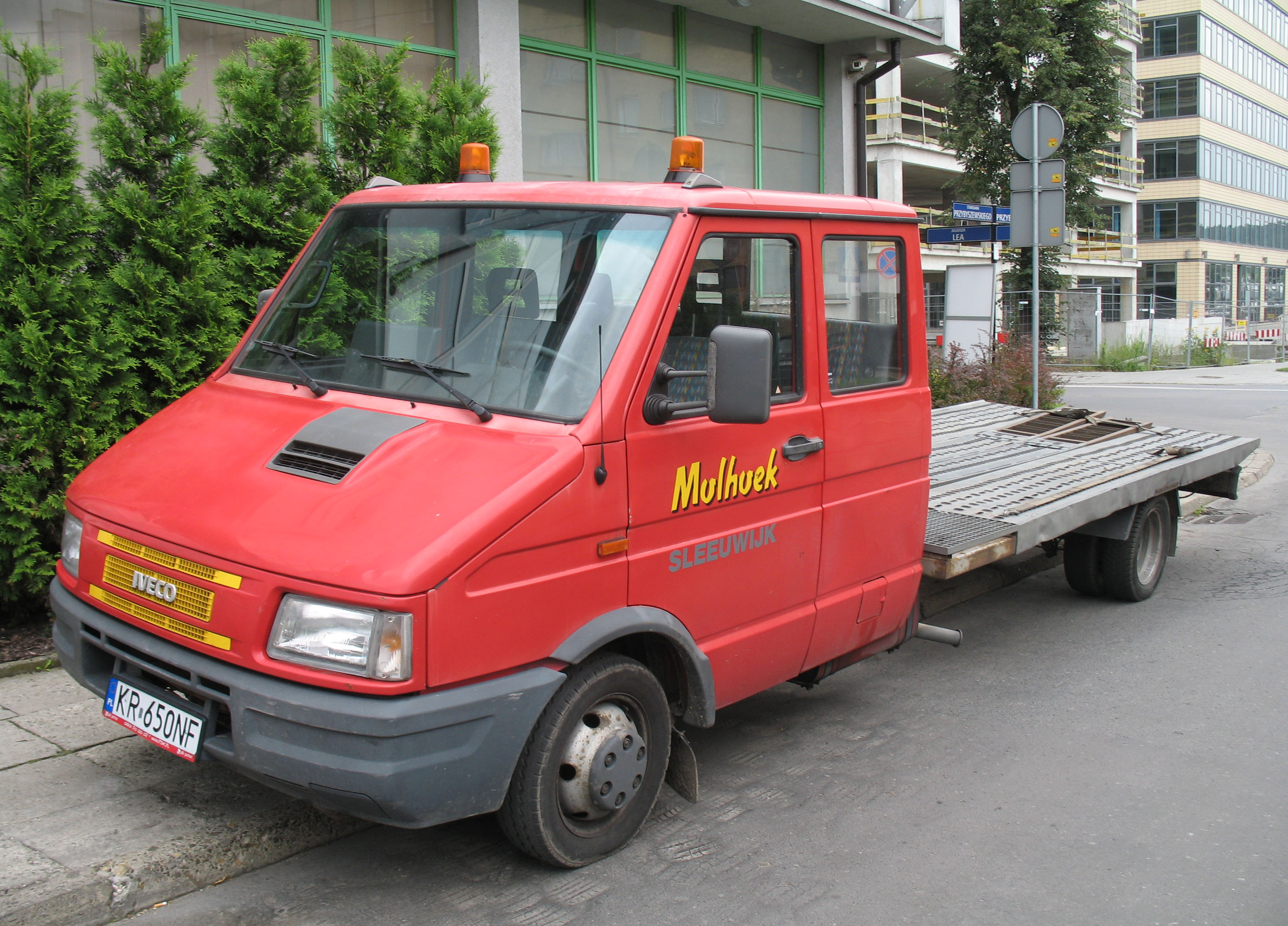
Эвакуатор Iveco Daily второго поколения
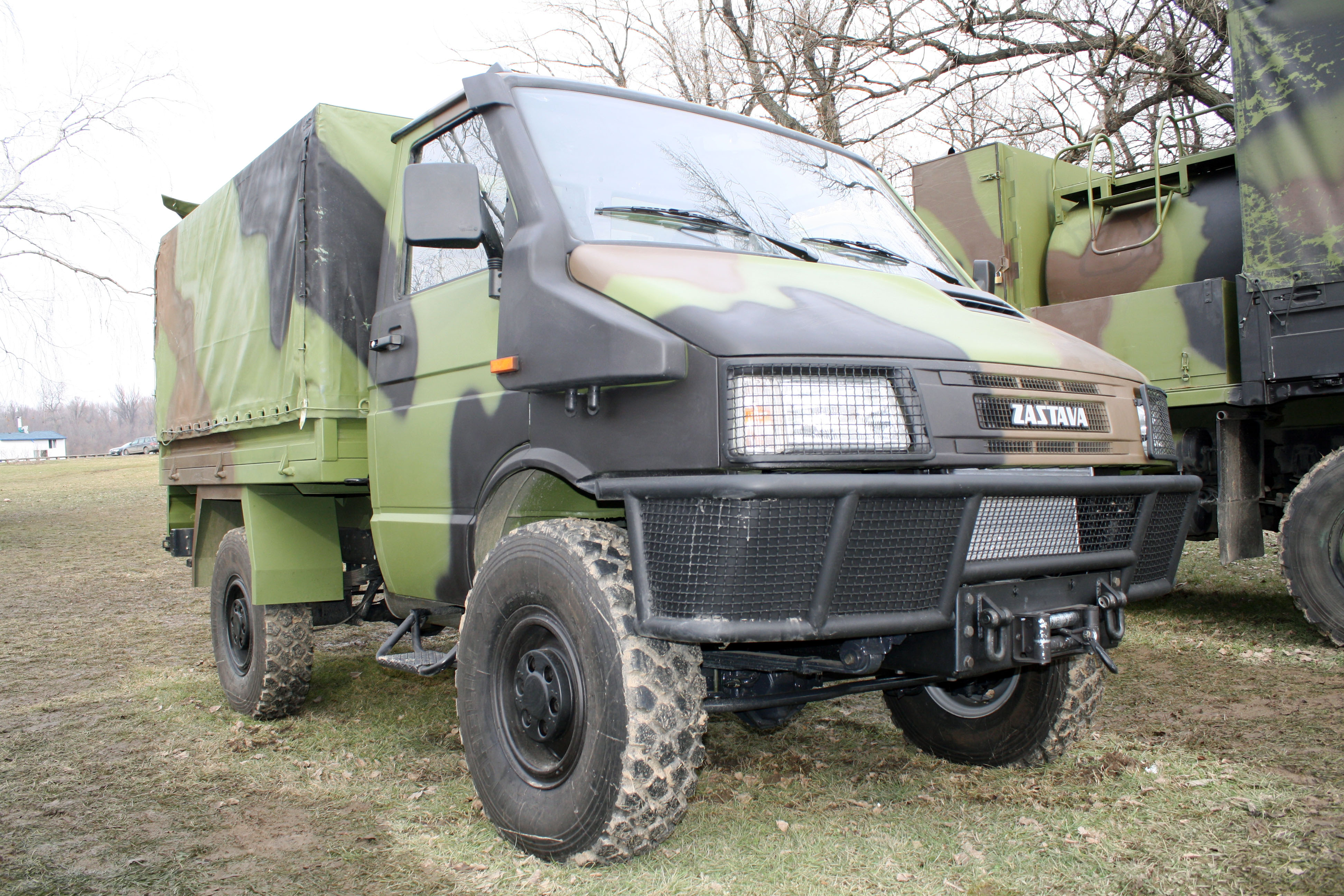
Zastava New Turbo Rival на базе Iveco Daily HPI второго поколения